# Herissantia tiubae
Herissantia tiubae, jedna od nekoliko biljnih vrsta iz roda Herissantia, porodica Malvaceae ili sljezovke, koja raste uz atlantsku Brazilsku obalu i i bližem zaleđu:  Maranhao, Piaui, Ceara, Rio Grande do Norte, Paraiba, Pernambuco, Bahia, Alagoas i Sergipe.
Biljka je u Brazilu poznata kao mela-bode. Iz nadzemnih dijelova biljke izolirana su pomoću kromatografske metode dva flavonol glikozida, kempferol 3,7-di-O-a-L-rhamnopyranoside i kempferol 3-O-b-D-(6-E-p-coumaroyl) i i flavoni 5-hydroxyauranetin, arenosol, kalikopterin (calycopterin) i sarothrin.. 
Ispitivanja su vršena s kempferolom 3,7-di-O-a-L-rhamnopyranoside zbog njegovih mogućih kardiovaskularnih učinaka.

## Sinonimi
- Abutilon tiubae K.Schum.
- Abutilon tiubae f. annuum Hassl.
- Abutilon tiubae var. parviflorum Hassl.
- Abutilon tiubae f. perenne Hassl.
- Bogenhardia tiubae (K.Schum.) H.C.Monteiro
- Bogenhardia tiubae f. concolor Monteiro
- Bogenhardia tiubae f. intermedia (Hassl.) Monteiro
- Bogenhardia tiubae var. intermedia (Hassl.) Monteiro
- Bogenhardia tiubae f. parviflora (Hassl.) Monteiro
- Bogenhardia tiubae var. parviflora (Hassl.) Monteiro
- Bogenhardia tiubae f. perennis (Hassl.) Monteiro
- Pseudobastardia tiubae (K. Schum.) Hassl.
- Pseudobastardia tiubae var. parviflora Hassl. ?[6]

## Vanjske poveznice
- Slika  Arhivirana inačica izvorne stranice od 5. ožujka 2016. (Wayback Machine)